# Pitoyable mascarade
 (juin 2013).
Si vous disposez d'ouvrages ou d'articles de référence ou si vous connaissez des sites web de qualité traitant du thème abordé ici, merci de compléter l'article en donnant les références utiles à sa vérifiabilité et en les liant à la section « Notes et références ».

Pitoyable mascarade est une pièce de théâtre française produite par la troupe du Café de la Gare et créée en 1977 ; c’est une comédie en prose signée Romain Bouteille et Sotha. Cette pièce composée d'une série de tableaux humoristiques et loufoques s'inscrit dans la vague du Café-théâtre de Paris des années 1970.

## Intrigue
Jeux de mots, successions de tableaux humains, de parodies du Théâtre classique ou d'avant-garde, de portraits au vitriol, dans l'esprit « bête et méchant » de journaux satiriques comme Hara-kiri ou Charlie Hebdo, la pièce raconte le massacre de la nation indienne nord-américaine à travers une relecture idéologique anarchisante et extrêmement librement inspirée des faits historiques.

## Autour de la pièce
Romain Bouteille, Patrick Dewaere et Henri Guybet s'approprient le sujet et délivrent gags, dialogues et scénographie. Après une longue absence en raison de sa carrière cinématographique, « Pitoyable mascarade » marque le retour de Dewaere comme comédien de café-théâtre et en particulier au Café de la Gare ; une scène installée depuis 1973 au cœur du quartier du sentier de Paris, rue du Temple. Romain Bouteille prend officiellement le titre d'auteur de la pièce en 1981 dans la publication d'un recueil de 5 pièces dont plusieurs coécrites avec sa compagne Sotha, ex épouse de Dewaere.

## Distribution
- Auteur, mise en scène : Romain Bouteille
- Adaptation et dialogues : Romain Bouteille (+ improvisations)

- Romain Bouteille
- Patrick Dewaere
- Henri Guybet
- Sotha
- Patrice Minet
- Philippe Manesse
- Marie Christine Descouard